# Interstate Highway 95
Interstate Highway 95, Interstate 95 eller bare I-95 er en hovedvej i Dwight D. Eisenhower National System of Interstate and Defense Highways i USA eller bare Interstate Highway System. Vejen er den vigtigste syd-nordgående interstate highway på USA's østkyst og den østligste, der går hele vejen gennem staterne fra syd til nord, store dele af vejen parallelt med Atlanterhavskysten.
Vejen begynder, hvor den møder U. S. Highway 1 i Miami, Florida og den slutter ved grænsen til Canada, nær byen Houlton i Maine. Vejen vil blive den længste syd-nordgående interstate highway, når den er færdig, men pt. mangler en strækning i New Jersey at opnå status som interstate highway. Den sidste strækning, der er ca. 16 km lang, forventes at være færdig omkring 2014. 

## Historie
Vejen blev grundlagt i 1957, og er blevet mere og mere udbygget. Den har ersatette flere andre tidligere hovedveje, ikke mindst U.S. Highway 1. På flere af disse "gamle" strækninger opkrævedes vejafgift, og det gøres også på en række af de tilsvarende strækninger på I-95, mens der på nogle strækninger nu ikke længere opkræves afgift. 
Indtil 1980'erne skulle man således betale vejafgift for at køre over Fuller Warren Bridge i Jacksonville, Florida, men afgiften blev opgivet, da man pågyndte anlæggelsen af en ny bro. Denne blev færdig i 2002. I 1992 blev vejafgiften fjernet fra en strækning af motorvejen i Virginia. Før denne strækning blev en del af I-95, kaldtes den Ricmond-Petersburg Turnpike, og også den gamle strækning havde vejafgift. 
En strækning af vejen nord for Baltimore blev åbnet i 1963 af daværende præsident John F. Kennedy. Efter præsidentens død fik strækningen navnet John F. Kennedy Memorial Highway. Vejafgift blev opkrævet på denne strækning frem til 1991. 
Der betales fortsat vejafgift for at køre over George Washington Bridge over Hudson River mellem New Jersey og New York City (den nordlige del af Manhattan). Afgiften opkræves dog kun, når man kører fra New Jersey til New York, men ikke omvendt. Også den del af vejen, der går fra det nordlige Bronx til grænsen til Connecticut, New England Thruway, har vejafgift, der opkræves, når man kører i nordlig retning, men ikke i sydgående. I Connecticut afskaffede man vejafgiften i 1985 efter et alvorligt trafikuheld ved en vejafgiftsstation, men man overvejer nu at genindføre afgiften. 
I New Hampshire kaldes det meste af I-95 for Blue Star Turnpike, og der opkræves afgift i begge retninger fra en opkrævningsstation i Hampton. Også i Maine ligger tidligere veje til grund for motorvejen, som først blev etableret i 2004. Her opkræves der vejafgift i begge retninger mellem grænsen og Augusta. I nordgående retning betales, når man kører ind på vejen og i sydgående retning, når man forlader denne. 

## Rutebeskrivelse
Vejen vil, når den sidste strækning er færdiggjort, være 3.098 km lang. Kun fem andre Interstates, alle i vest-østgående retning, er længere. Det drejer sig om I-10 (3959 km), I-40 (4.111 km), I-70 (3.465 km) , I-80 (4.665 km) og I-90 (4.987 km). Vejen passerer gennem 15 stater, hvilket er det største antal stater nogen interstate passerer. De 15 stater er Florida, Georgia, South Carolina, North Carolina, Virginia, Maryland, Delaware, Pennsylvania, New Jersey, New York, Connecticut, Rhode Island, Massachusetts, New Hampshire og Maine. Vejen betjener nogle af de tættest bebyggede områder i USA, fx Miami, Washington D.C., Baltimore, Philadelphia, New York City og Boston. Af samtlige de amter (counties) som vejen passerer regnes kun 5 for at være "landlige", heraf to i South Carolina, et i Virginia og to i det nordlige Maine. Alle øvrige amter er væsentligst bymæssige. Området som vejen passerer, har en befolkningstæthed, der er tre gange større end USA i gennemsnit.

### Florida
I-95 begynder hvor den møder U.S. Highway 1, lige syd for downtown Miami, Florida. Herfra går vejen parallelt med Atlanterhavskysten gennem Fort Lauderdale, West Palm Beach, Titusville, Daytona Beach og Jacksonville til grænsen til Georgia, som nås ved Becker. 
Den sydlige del af vejen, gennem Miami, kaldes The Singer Expressway. I Fort Lauderdale møder vejen I-75 (Alligator Alley), som går mod øst gennem Everglades sumpene. Nær Daytona Beach møder I-95, I-4, der er en kort interstate highway mellem Daytona Beach og Tampa på Floridas østkyst. I Jacksonville møder vejen I-10, der er den sydligste vest-østgående interstate. Hele strækningen gennem Florida er ca. 615 km lang, og det er den længste strækning af I-95 i en enkelt stat.

### Georgia
Også i Georgia går I-95 stort set parallelt med Atlanterhavskysten fra St. Marys River ved grænsen til Florida i syd til Savannah River i nord. Undervejs passeres Brunswick og Savannah. På hele turen gennem staten udgør I-95 også Georgia State Route 405. Der skiltes dog ikke med dette på vejen. I-95 går på det meste af sin strækning gennem Georgia gennem marskland, og hele tiden parallelt med U. S. Highway 17. Ved Savannah møder vejen I-16, en anden kort motorvej, der kun går mod vest til Macon, Georgia. I-16 fungerer som evakueringsvej i forbindelse med orkaner. På I-16 kan anvendes det såkaldte "contraflow", hvor alle vejbaner bruges til at sende trafik i samme retning, her mod vest. Tilkørselsvejene fra I-95 til I-16 er derfor forsynet med særlige afspærringsanordninger, der skal forhindre trafikanter på I-95 at køre på I-16 i den forkerte retning i tilfælde af contraflow. Strækning gennem Georgia er kun ca. 180 km lang.

### South Carolina
I South Carolina drejer I-95 efterhånden væk fra kysten. Den løber stadig parallelt med denne, men nu længere inde i landet, op mod 90 km hvor afstanden til havet er størst. I South Carolina blev vejen etableret fra nord mod syd, og de første dele blev anlagt i slutningen af 1960'erne, mens de sidste dele mod syd først blev færdiggjort omkring 1980. Omkring 80 km nordvest for Charleston møder I-95 Interstate Highway 26, der stater i Charleston og går mod nordvest til Kingsport i Tennessee. Ved vejens nordlige endepunkt, nær Dillon, findes forlystelsesparken South of the Border, som der reklameres for på skilte langs det meste af vejen gennem den nordlige del af staten. Ca. midt på den 319 km lange strækning gennem staten passer I-95 Lake Marion via Interstate 95 Bridge-Causeway. 

### North Carolina
Fire større veje går gennem North Carolina i syd-nordlig retning. I-95 er vigtigste af disse. De øvrige er U.S. Highway 220, Interstate 77 og Interstate Highway 26. I North Carolina går vejen endnu længere væk fra kysten, og ligger omkring 120 til 150 kilometer fra denne, som den heller ikke følger helt parallelt. 
Omkring 40 km sydøst for Raleigh møder I-95 I-40 og øst for byen møder den også I-64. På en kort strækning omkring byen Lumberton deler I-95 vejbane med U.S. Highway 301, som ellers løber parallelt med motorvejen gennem hele staten fra kort efter Lumberton til grænsen til Virginia. Vejen udgør den uofficielle grænse mellem statens kystslette og Piedmontområdet (det plateau, der ligger på den østlige side af Appalacherne). Hele vejens strækning er ca. 292 km i South Carolina.

### Virginia
På sin 288 km lange rute gennem Virginia følger I-95 ligeledes grænsen mellem Piedmont og kystsletten. I Petersburg møder I-95 den nordlige begyndelse af I-85. Vejen passerer derefter statens hovedstad, Richmond, hvor den over en strækning af ca. 5 km deler vognbaner med I-64. Kort før Washington DC ved Springfield Interchange møder vejen Interstate Highway 495 (Capital Beltway), som den følger rundt om byen. Motorvejskrydset, der kaldes "Mixing Bowl" er et af de mest trafikerede i USA. Ca. 430.000 køretøjer passerer hver dag. 
I-95 passerer bygrænsen til Washington DC i det absolut sydligste hjørne af District of Columbia men har kun et forløb på godt 100 meter inden for bygrænsen i den sydligste del af distriktet. Hele denne strækning ligger på Woodrow Wilson Bridge, over hvilken I-95 krydser Potomacfloden. Broen har, trods sin korte længde (ca. 2 km), strækninger i både Virginia, DC og Maryland.

### Maryland
Efter at have passeret Woodrow Wilson Bridge følger I-95 The Capital Beltway i østlig retning rundt om DC. I-95 er hovedfærdselsåren mellem Washington DC og Baltimore. Ved College Park Interchange nordøst for Washington forlader I-95 igen The Beltway og fortsætter til Baltimore. På denne strækning møder I-95 adskillige andre interstates og hjælpeinterstates. På strækningen gennem Baltimore (Tunnel Thruway) skal der betales vejafgift. 
Efter Baltimore kaldes vejen John F. Kennedy Memorial Highway frem til grænsen til Delaware. Kort før grænsen krydser I-95 Susquehanna River via Millard E. Tydings Memorial Bridge. Strækningen gennem Maryland er 175 km. 

### Delaware
Strækningen gennem Delaware er kun 37,7 km lang. Den næstkorteste strækning I-95 går gennem nogen stat. Strækningen gennem New York er 37,8 km og kun strækningen gennem New Hampshire er kortere. I-95 er betalingsvej fra grænsen til Wilmington. Med omkring 180.000 biler dagligt, er det den mest trafikerede vej i Delaware.

### Pennsylvania
Stort set alle vejens 82 km i Pennsylvania ligger inden for Philadelphias byområde, fra vejen kommer ind i staten ved Talleyville, til den forlader den igen ved Yardley. Nær Philadelphias lufthavn krydser I-95 Schuylkill River via Girard Point Bridge, der er en bro i to niveauer. Fra broen fortsætter motorvejen langs Delaware River som den krydser via Scudder Falls Bridge ved grænsen til New Jersey. 

### New Jersey
Efter at have passeret grænsen går I-95 i en bue rundt om Trenton. Her skifter vejen nummer til I-295 som fortsætter mod syd. og I-95 eksisterer ikke på en 16 km lang strækning. For at komme tilbage til I-95 må man benytte sig af I-195. Den manglende strækning skulle oprindelig have været færdig i 2010, men forventes nu først færdig i 2014. 
I-95 fortsætter mod nordøst gennem den bymæssige bebyggelse, der reelt set starter syd for Philadelphia og fortsætter ind i staten New York og som udgør de vestlige "forstæder" til New York City. Den samlede strækning af de to sektioner af I-95 i New Jersey er 157 km. 

### New York
Kun knap 38 km af I-95 ligger i New York. Vejen kommer ind i staten via George Washington Bridge, hvor der opkræves betaling. Broen fører fra New Jersey til det nordlige Manhattan. I-95 fortsætter gennem Bronx til grænsen til Connecticut. Gennem New York City kaldes vejen Interstate Route Connection 511.

### Connecticut
Ca. 180 km strækker I-95 sig gennem Connecticut fra Greenwich til North Stonington. Vejen har nu igen nærmet sig Atlanterhavskysten, som den følger gennem staten i en afstand af 2-6 km. Vejen passerer en række af statens store kystbyer, fx Stamford, Bridgeport, New Haven og New London. En del motorveje udgår fra I-95, men kun én, I-395, er selv en interstate. De øvrige er US Highways eller State Routes. Kort efter New London passerer vejen Mystic River. Her findes et udsigtspunkt med udsigt over floden og Mystic Seaport, et af verdens største maritime museer. Fra New London til Westerley i Rhode Island kaldes vejen Jewish War Veterans Memorial Highway .

### Rhode Island
Vejen begynder efter grænsen til Connecticut i Westerley og fortsætter knap 70 km til Pawtucket. Fra grænsen forlader I-95 igen kysten og går mod nordøst til og igennem Providence, Rhode Islands hovedstad. Her møder vejen først I-295, der er en ringvej rundt om byen og senere I-195 der er en forgrening, som fører til Cape Cod i Massachusetts. På det meste af sin strækning gennem staten, har I-95 afløst den tidligere State Route 3, som dog stadig eksisterer og går parallelt med motorvejen.

### Massachusetts
Vejen begynder nær Central Falls ved grænsen til Rhode Island. Herfra går den mod nordøst til Boston. I modsætning til de to andre interstates, der passerer Boston (I-90 og I-93), og også I-95 selv i andre byer, går I-95 ikke gennem Bostons centrum, men vejen fungerer som ringmotorvej ca. 15 km fra byens centrum. I-495 fungerer som ydre ringmotorvej i en afstand fra centrum af ca. 40 km fra centrum. I-95 møder I-495 to gange. Første gang nær Mansfield, ca. 20 km før I-95 bliver til ringvej og igen i Salisbury mellem Merrimack River og grænsen til New Hampshire.
Hastighedsgrænsen på vejen er 65 miles (105 km/t) de fleste steder, men på "ringvejsruten" rundt om Boston reduceres hastigheden til 55 miles (88 km/t). Efter 148 km gennem Masssachusetts forlader denne staten ved Salisbury Plains.

### New Hampshire
New Hampshire har den korteste strækning af I-95 af nogen af de stater vejen passerer, nemlig kun knap 26 km. Motorvejen er betalingsvej på det meste af strækningen bortset fra ca. 4 km lige før grænsen til Maine. Betalingsvejen kaldes Blue Star Turnpike og slutter i byen Greenland. Vejen slutter ved Piscataqua River nær New Hampshire.

### Maine
Kun i Florida har I-95 et længere forløb end i Maine. 488 km gennem staten strækker vejen sig fra Kittery ved grænsen til New Hampshire til den canadiske grænse nær Houlton. Den eneste større interstate som I-95 har forbindelse med i Maine er I-295, som udgår fra vejen i Portland og møder den igen ca. 100 km senere i gardiner. I-95 er betalingsvej fra York til Augusta. Fra grænsen til Portland følges Atlanterhavskysten, men derfra går vejen ind i landet i nordøstlig retning til Pittsfield, hvor den drejer skarpt mod øst til Bangor. Herfra går den næsten stik nord langs Penobscot River, som den forlader ved Linclon, men møder igen ved Medford, hvor den passerer floden. På denne strækning går motorvejen gennem et fuldstændigt ubeboet område.
Ved Kennebunk i den sydlige ende af I-95 i Maine ligger der en lille, nu nedlagt kirkegård. Kirkegårdens område ligger kun en meter fra højre vejbane i selve motorvejens nødspor, som derfor her er suspenderet. Der er sat hegn op rundt om gravstenene, så disse ikke beskadiges af vedligeholdelsesmateriel som fx sneplove.

## Nummerering af frakørsler
Som alle andre interstates i syd-nordgående retning er frakørslerne på I-95 nummererede inden for de enkelte stater, så den sydligste frakørsel har det laveste nummer, mens den nordligste har det højeste. I de fleste stater anvendes et system, hvor frakørslerne har numre efter deres afstand fra statsgrænsen. Frakørsel 6 fortæller således at frakørslen ligger 6 miles nord for en statsgrænse. Det kan sagtens være den første eller for den sags skyld fjerde. frakørsel. I New York ændrer dette sig imidlertid, til fortløbende nummerering, så den første frakørsel efter statsgrænsen til New Jersey er nummer 1, selv om den faktisk ligger lige ved grænsen, den næste er nummer 2 og så fremdeles. Denne form for nummerering forsætter i Connecticut, Rhode Island, Massachusetts og New Hampshire. I Maine skiftes der igen til afstandsnummerering. 
Maine adskiller sig også ved at der på skiltene angives afstande i både miles og kilometer.

## Større byer
I-95 går igennem nogle af de tættest bebyggede områder i USA, så at opgøre alle de byer og forstæder, som vejen passerer gennem vil være næsten umuligt. Her er dog en oversigt over de vigtigste:
Florida:
Byerne Miami, Hialeh, Fort Lauderdale og West Palm Beach er stort set sammenvokset med andre mindre byer til et stor byområde, der strækker sig over 140 km langs Floridas sydkyst. Port St. Lucie, Fort Pierce, Palm Bay, Melbourne, Titusville, Daytona Beach og Jacksonville er andre større byer langs I-95 i Florida.
Georgia:
Brunswick, Savannah
South Carolina:
Florence
North Carolina:
Fayetteville, Wilson, Rocky Mount
Virginia:
Petersburg, Richmond, Dale City, Alexandria
Washington DC
Maryland:
Columbia, Baltimore
Delaware:
Wilmington
Pennsylvania:
Chester, Philadelphia med forstæder
New Jersey:
Trenton, Princeton, New Brunswick, Elizabeth, Newark, Byerne er alle stort set sammenvoksede og byområdet er også sammenvokset med New York City. 

New York:
New York City
Connecticut:
Stamford. Bridgeport, Stratford, Milford og New Haven med forstæder er et sammenvokset byområde. New London
Rhode Island:
Providence, Pawtucket
Massachusetts:
Bostons forstæder 
New Hampshire:
Ingen byer med mere end 30.000 indbyggere.
Maine:
Portland, Lewiston, Bangor

## Eksterne links
- Wikimedia Commons har flere filer relateret til Interstate Highway 95
- Interstate Guide Arkiveret 14. marts 2009 hos  Wayback Machine
- Drive I95. Informationer om services ved de forskellige frakørsler
- Diverse fakta om I-95